# Lina Hernández
Lina Marcela Hernández Gómez, nascida a 4 de janeiro de 1999 em El Carmen de Viboral (Antioquia) é uma ciclista profissional colombiana de pista e rota. Actualmente corre para a equipa aficionada a Avinal GW El Carmen de Viboral.

## Palmarés em pista
2018
- Campeonato Panamericano de Pista
  -  Bronze em Omnium
- Campeonato da Colômbia em Pista
  -  Bronze em Perseguição individual
  -  Prata em Perseguição por equipas (junto com Daniela Atehortúa, Estefanía Herrera e Jessenia Meneses)
  -  Prata em Madison ou Americana
  -  Bronze em Madison ou Americana

2019
- Campeonato Panamericano de Pista
  -  Bronze em Carreira por pontos
- Campeonato da Colômbia em Pista
  -   Ouro em Perseguição individual
  -   Ouro em Carreira por pontos
  -   Ouro em Omnium
  -  Prata em Madison ou Americana

## Palmarés em estrada
2018
- Campeonato da Colômbia Contrarrelógio sub-23
- Campeonato da Colômbia em Estrada sub-23
- 1 etapa do Tour Feminino da Colômbia[1]

2019
- Campeonato da Colômbia Contrarrelógio sub-23

2020
- Campeonato da Colômbia Contrarrelógio sub-23
- Campeonato da Colômbia em Estrada sub-23

## Equipas
- Avinal GW El Carmen de Viboral (2019)